# 福岡建設専門学校

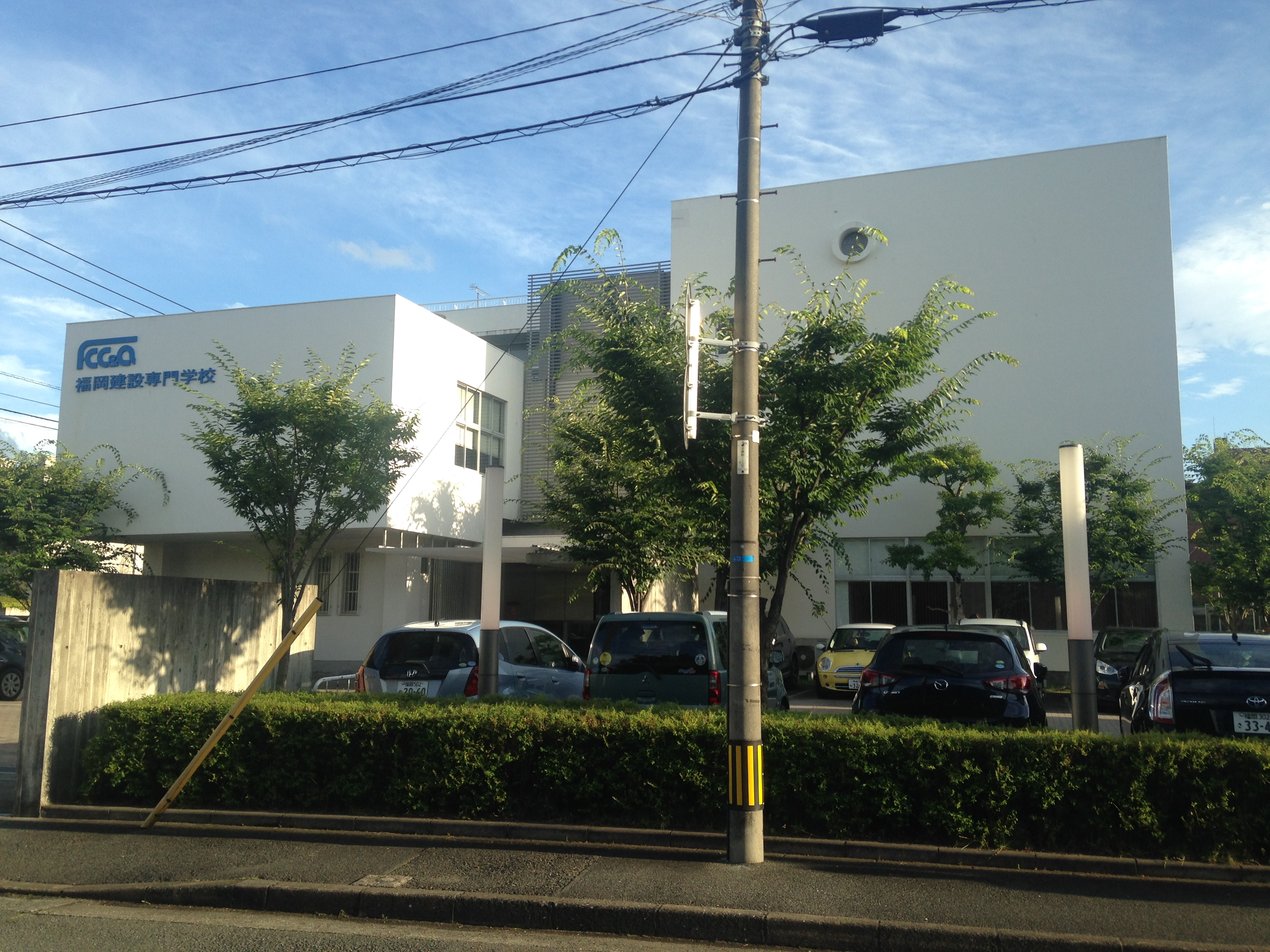
福岡建設専門学校

福岡建設専門学校（ふくおかけんせつせんもんがっこう/Fukuoka Construction College）は、1942年（昭和17年）に創立した福岡県福岡市東区にある土木・建築の実践的技術者を育成する私立専修学校。学校法人福岡建設専門学校が経営する。

## 沿革
- 1942年（昭和17年） - 『福岡高等工学校』（福岡市博多区馬出）として創立
- 1950年（昭和25年） - 『財団法人　福岡建設専門学校』に改称
- 1957年（昭和31年） - 福岡市東区箱崎（現在の場所）に移転し、『学校法人　福岡建設専門学校』となる
- 1973年（昭和48年） - 現在の母体となる新校舎を建設
- 1994年（平成6年） - 専門士（工業専門課程）の称号授与校となる
- 2012年（平成24年）- 創立70周年

## 設置学科
- 土木科昼間（昼間部・2年制）
- 建築科昼間（昼間部・2年制）
- 土木科夜間（夜間部・2年制）：募集停止
- 建築科夜間（夜間部・2年制）
- 建設専攻科（昼間部・1年制）：募集停止

## 公開講座（別科）
1級土木施工管理技士受験対策講座ほか

## 資格
1）主な国家資格（受験資格）
- 1級土木施工管理技士（卒業後の実務経験5年・全学科）
- 1級建築施工管理技士（卒業後の実務経験5年・全学科）
- 一級建築士（卒業後の実務経験4年・建築工学科（昼間部），建築科（夜間部）
- 二級建築士（卒業後の実務経験0年・全学科）
- 2級土木施工管理技士（卒業後の実務経験2年・全学科）
- 2級建築施工管理技士（卒業後の実務経験2年・全学科）

2）その他の資格
- エクステリアプランナー
- インテリアプランナー
- CAD利用技術者
- インテリアコーディネーター　ほか

## 所在地
- 福岡県福岡市東区箱崎6丁目15番34号

## アクセス
- 西鉄バス『九大北門』バス停より徒歩2分
- 福岡市営地下鉄『箱崎九大前駅』より徒歩4分
- 西鉄貝塚線『貝塚駅』より徒歩6分
- JR『箱崎駅』より徒歩15分